# Thần kinh bì cánh tay sau
Thần kinh bì cánh tay sau (tiếng Anh: posterior cutaneous nerve of arm) là một nhánh của thần kinh quay chi phối cảm giác cho phần lớn da ở mặt sau cánh tay. Thần kinh phát sinh ở nách.
Thần kinh có kích thước nhỏ, đi qua nách vào phía trong. Thần kinh chi phối cảm giác da bao trùm lên mỏm khuỷu.
Trên đường đi, thần kinh đi sau và nối với thần kinh gian sườn cánh tay.

## Hình ảnh bổ sung

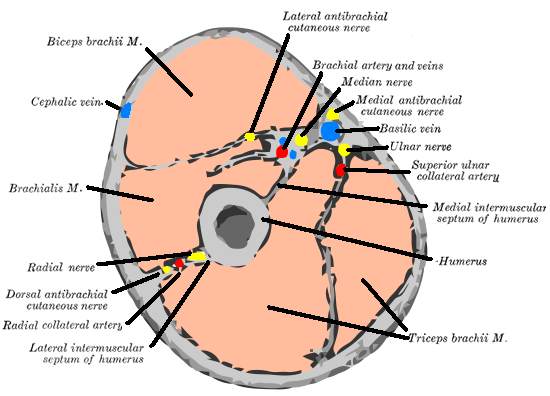
Mặt cắt ngang qua đoạn giữa cánh tay.
Sơ đồ phân bố cảm giác da chi trên bên phải